# San Francisco 49ers 1980
La stagione 1980 dei San Francisco 49ers è stata la 31ª della franchigia nella National Football League, la seconda sotto la guida dell'allenatore Bill Walsh e del quarterback Joe Montana. La squadra veniva da due stagioni con un record di 2-14. Non raggiunse i playoff ma salì a un bilancio di 6-10.
Il 7 dicembre 1980, i 49ers operarono la maggior rimonta della storia nella stagione regolare della NFL. In svantaggio di 28 punti contro i New Orleans Saints, rimontarono vincendo 38–35 nella settimana 14.

## Partite

### Stagione regolare
| Turno | Data       | Avversario            | Risultato | Pubblico |
| ----- | ---------- | --------------------- | --------- | -------- |
| 1     | 7/9/1980   | at New Orleans Saints | V 26–23   | 58,621   |
| 2     | 14/9/1980  | St. Louis Cardinals   | V 24–21   | 49,999   |
| 3     | 21/9/1980  | at New York Jets      | V 37–27   | 50,608   |
| 4     | 28/9/1980  | Atlanta Falcons       | S 20–17   | 56,518   |
| 5     | 5/10/1980  | at Los Angeles Rams   | S 48–26   | 62,188   |
| 6     | 12/10/1980 | at Dallas Cowboys     | S 59–14   | 63,399   |
| 7     | 19/10/1980 | Los Angeles Rams      | S 31–17   | 55,360   |
| 8     | 26/10/1980 | Tampa Bay Buccaneers  | S 24–23   | 51,925   |
| 9     | 2/11/1980  | at Detroit Lions      | S 17–13   | 78,845   |
| 10    | 9/11/1980  | at Green Bay Packers  | S 23–16   | 54,475   |
| 11    | 16/11/1980 | at Miami Dolphins     | L 17–13   | 45,135   |
| 12    | 23/11/1980 | New York Giants       | V 12–0    | 38,574   |
| 13    | 30/11/1980 | New England Patriots  | V 21–17   | 45,254   |
| 14    | 7/12/1980  | New Orleans Saints    | V 38–35   | 37,949   |
| 15    | 14/12/1980 | at Atlanta Falcons    | S 35–10   | 55,767   |
| 16    | 21/12/1980 | Buffalo Bills         | S 18–13   | 37,476   |